# اسفنج پرنده
" اسفنج پرنده " با نام اصلی " کدوم اسفنجی میتونه پیش ابرا بره؟ "، که با نام " قسمت گمشده " نیز شناخته می‌شود، قسمت ۱۹ از فصل سوم و قسمت ۵۹ از مجموعه تلویزیونی انیمیشن باب‌اسفنجی شلوارمکعبی است. این قسمت توسط Paul Tibbitt , Kent Osborne و Merriwether Williams، با اندرو آتتووم و تام یاسومی، به عنوان مدیر انیمیشن و مارک اوهر به عنوان مدیر حرکت شخصیت‌ها در ابتدای قسمت، نوشته شده بود. این قسمت در سال ۲۰۰۲ تولید شد و در تاریخ ۲۱ مارس ۲۰۰۳ بوسیله نیکودئون در ایالات متحده پخش شد و در سال ۱۳۹۰ خورشیدی نسخه فارسی آن در ایران منتشر شد.

## داستان
این مجموعه به دنبال ماجراها و تلاش‌های شخصیت اصلی فیلم در شهر زیر آب بیکینی باتم است. در این قسمت، باب اسفنجی امیدوار است که بتواند با چتر دریایی پرواز کند. او چندین تلاش برای انجام این کار انجام می‌دهد، اما همه این‌ها شکست می‌خورند. در خانه، باب اسفنجی موهای خود را خشک می‌کند و تماس تلفنی دریافت می‌کند، سشوار را در شلوار مربعی خود قرار می‌دهد و سشوار آنها را پر می‌کند، به او توانایی پرواز می‌دهد. او به مردم کمک می‌کند، تحسینشان می‌کند و برایشان تبدیل به یک نوع ابرقهرمان می‌شود. با این حال، شخصیت‌های دیگر همچنان به‌طور فزاینده ای از اوضاع ناخوشایند او می‌پردازند و او را با چتر دریایی نمی‌جنگند.